# Cadulus vincentianus
Cadulus vincentianus är en blötdjursart som beskrevs av Cotton och Godfrey 1940. Cadulus vincentianus ingår i släktet Cadulus och familjen Gadilidae. Inga underarter finns listade i Catalogue of Life.